# Negureni, Constanța
Negureni (în trecut Caranlâc, în turcă Karanlık) este un sat în comuna Băneasa din județul Constanța, Dobrogea, România. Localitatea este atestată istoric în jurul anului 1780, fiind situată la punctul actual “Trei cișmele”. Din cauza unei epidemii, locuitorii s-au mutat pe locul actualului sat în jurul anului 1800, când este atestată localitatea ca și comună până în anul 1968, când localitatea a fost atașată ca sat al comunei Băneasa.
 Acest articol despre o localitate din județul Constanța este deocamdată un ciot. Puteți ajuta Wikipedia prin completarea lui.